# Rhyticeros undulatus
El cálao gorginegro o cálao ceñido  (Rhyticeros undulatus) es una especie de ave coraciforme de la familia Bucerotidae ampliamente distribuida por el Sudeste de Asia.

## Subespecies
Se reconocen dos subespecies de esta ave:
- Rhyticeros undulatus aequabilis Sanft, 1960
- Rhyticeros undulatus undulatus (Shaw, 1811)